# Ford City (Pensilvânia)
Ford City é um distrito localizado no estado norte-americano de Pensilvânia, no Condado de Armstrong.

## Demografia
Segundo o censo norte-americano de 2000, a sua população era de 3451 habitantes.
Em 2006, foi estimada uma população de 3220, um decréscimo de 231 (-6.7%).

## Geografia
De acordo com o United States Census Bureau tem uma área de
2,0 km², dos quais 1,8 km² cobertos por terra e 0,2 km² cobertos por água.

## Localidades na vizinhança
O diagrama seguinte representa as localidades num raio de 8 km ao redor de Ford City.